# Othello (Washington)
Othello é uma cidade localizada no estado norte-americano de Washington, no Condado de Adams.

## Demografia
Segundo o censo norte-americano de 2000, a sua população era de 5847 habitantes.
Em 2006, foi estimada uma população de 6293, um aumento de 446 (7.6%).

## Geografia
De acordo com o United States Census Bureau tem uma área de
7,8 km², dos quais 7,8 km² cobertos por terra e 0,0 km² cobertos por água. Othello localiza-se a aproximadamente 323 m acima do nível do mar.

## Localidades na vizinhança
O diagrama seguinte representa as localidades num raio de 32 km ao redor de Othello.